# Benson & Hedges Trophy
De Benson & Hedges Trophy was een golftoernooi voor gemengde teams van twee personen. Het toernooi werd jaarlijks gehouden van 1988 tot en met 1991. De deelnemers waren spelers van de Europese PGA Tour en de Ladies European Tour.

## Winnaars
- 1988: Mark McNulty en Marie-Laure de Lorenzi
- 1989: Miguel Ángel Jiménez en Xonia Wunsch-Ruiz
- 1990: José Maria Cañizares en Tania Abitbol
- 1991: Anders Forsbrand en Helen Alfredsson

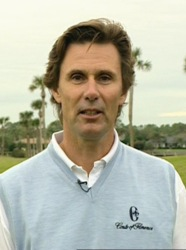
Anders Forsbrand
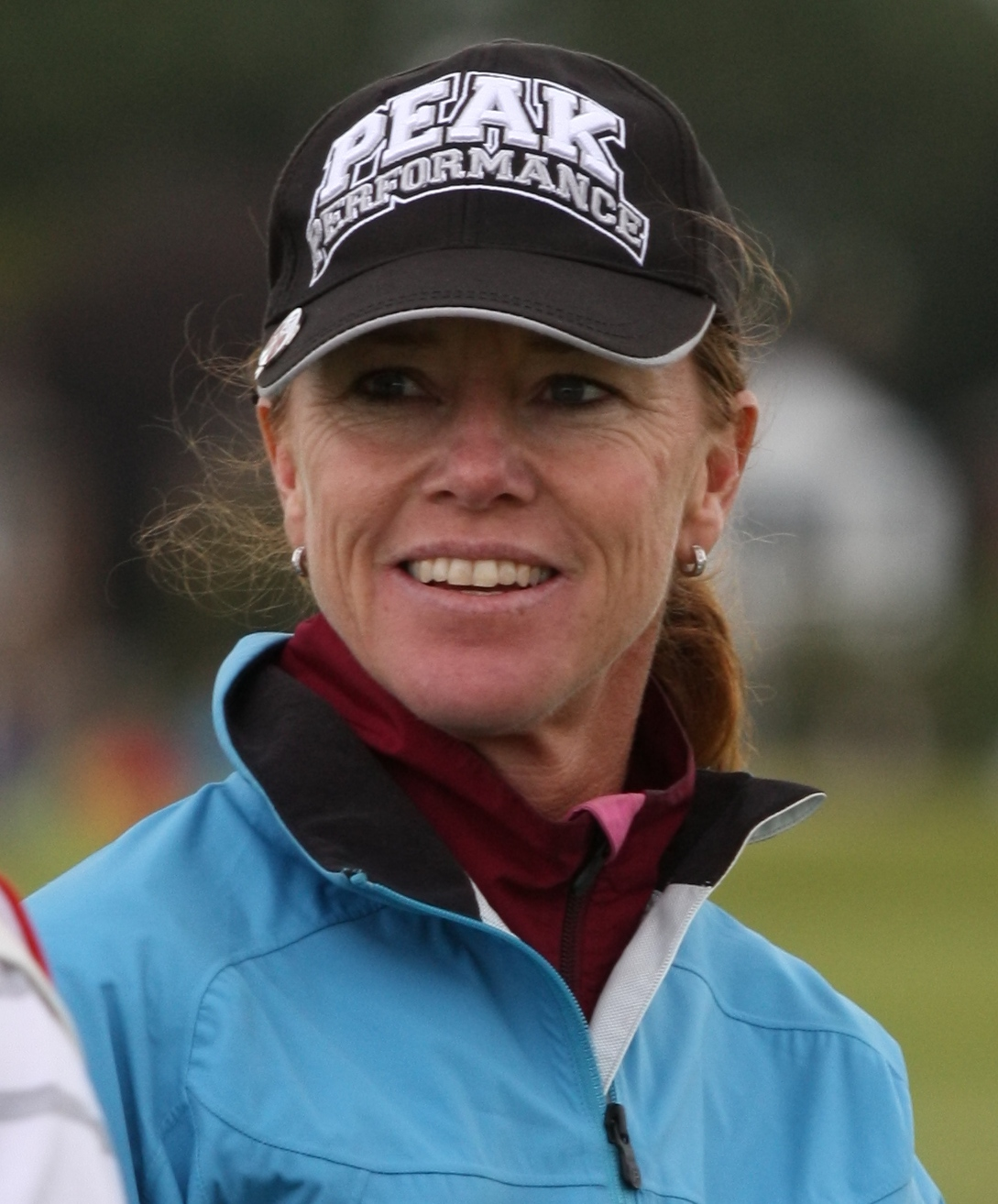
Helen Alfredsson